# Max Fritzsche (Politiker)
Christian Adolf Max Fritzsche, meist nur Max Fritzsche, selten auch Fritsche geschrieben (* vor 1872; † nach 1934 in Dresden), war ein deutscher Rechtsanwalt, Notar und Politiker in Deutsch-Südwestafrika.
Fritzsche studierte Rechtswissenschaft an der Friedrich-Alexander-Universität Erlangen und gehörte seit 1889 der Burschenschaft Germania Erlangen an. Er reiste 1906 nach Südwestafrika ein.
Fritzsche gilt als der erste Bürgermeister von Windhoek (1909/10), der heutigen Hauptstadt Namibias. Von 1910 bis 1915 war er ernannter Abgeordneter des Landesrats und von 1911 bis 1915 belgischer Konsul. Nachdem Südwestafrika durch die Niederlage des Deutschen Reiches im Ersten Weltkrieg zu einem Mandatsgebiet des Völkerbundes wurde, setzte Fritzsche sich als Mitglied des Windhoek Advisory Council vor allem auch für die Rechte der deutschstämmigen gegenüber der Südafrikanischen Union Anfang der 1920er Jahre ein.

## Möglicher Verwechslung
Möglicherweise zu verwechseln ist Max Fritzsche mit Amandus Fritzsche (oder auch Fritsche; 1877–1939). Dieser war zu gleicher Zeit (1909) der erste Bürgermeister von Klein Windhoek. Amandus Fritzsche war Maurer bei der Eisenbahnverwaltung von Deutsch-Südwestafrika und liegt auf dem Gammams-Friedhof in Windhoek begraben.
Nach einem der beiden ist die Fritzsche-Straße in Windhoek benannt. Eine Nachfahrin ist Waltraut Fritzsche, die die Namibia Wissenschaftliche Gesellschaft viele Jahre bis 2023 leitete.